# بایاراگین نارانباتار
بایاراگین نارانباتار (به انگلیسی: Bayaraagiin Naranbaatar) زاده ۱۱ مارس ۱۹۸۰ است. او کشتی گیر کشور مغولستان است.